# Блокировка с двойной проверкой
Блокировка с двойной проверкой (англ. double-checked locking) — параллельный шаблон проектирования, предназначающийся для уменьшения накладных расходов, связанных с получением блокировки. Сначала проверяется условие блокировки без какой-либо синхронизации; поток делает попытку получить блокировку, только если результат проверки говорит о том, что получение блокировки необходимо.
На некоторых языках и/или на некоторых машинах невозможно безопасно реализовать данный шаблон. Поэтому иногда его называют анти-паттерном. Такие особенности привели к появлению отношения строгого порядка «happens before» в Java Memory Model и C++ Memory Model.
Обычно он используется для уменьшения накладных расходов при реализации ленивой инициализации в многопоточных программах, например в составе шаблона проектирования Одиночка. При ленивой инициализации переменной, инициализация откладывается до тех пор, пока значение переменной не понадобится при вычислениях.

## Пример использования в Java
Рассмотрим следующий код на языке Java, взятый из:
```
// Однопоточная версия

class
 
Foo
 
{

    
private
 
Helper
 
helper
 
=
 
null
;

    
public
 
Helper
 
getHelper
()
 
{

        
if
 
(
helper
 
==
 
null
)

            
helper
 
=
 
new
 
Helper
();

        
return
 
helper
;

    
}

    
// и остальные члены класса…

}

```

Этот код не будет корректно работать в многопоточной программе. Метод getHelper() должен получать блокировку на случай, если его вызовут одновременно из двух потоков. Действительно, если поле helper ещё не инициализировано, и одновременно два потока вызовут метод getHelper(), то оба потока попытаются создать объект, что приведет к созданию лишнего объекта. Эта проблема решается использованием синхронизации, как показано в следующем примере.
```
// Правильная, но "дорогая" по времени выполнения многопоточная версия

class
 
Foo
 
{
 

    
private
 
Helper
 
helper
 
=
 
null
;

    
public
 
synchronized
 
Helper
 
getHelper
()
 
{

        
if
 
(
helper
 
==
 
null
)

            
helper
 
=
 
new
 
Helper
();

        
return
 
helper
;

    
}

    
// и остальные члены класса…

}

```

Этот код работает, но он вносит дополнительные накладные расходы на синхронизацию. Первый вызов getHelper() создаст объект, и нужно синхронизировать только те несколько потоков, которые будут вызывать getHelper() во время инициализации объекта. После инициализации синхронизация при вызове getHelper() является излишней, так как будет производиться только чтение переменной. Так как синхронизация может уменьшить производительность в 100 раз и более, накладные расходы на блокировку при каждом вызове этого метода кажутся излишними: как только инициализация завершена, необходимость в блокировке отпадает. Многие программисты попытались оптимизировать этот код следующим образом:
1. Сначала проверяется, инициализирована ли переменная (без получения блокировки). Если она инициализирована, её значение возвращается немедленно.
2. Получение блокировки.
3. Повторно проверяется, инициализирована ли переменная, так как вполне возможно, что после первой проверки другой поток инициализировал переменную. Если она инициализирована, её значение возвращается.
4. В противном случае переменная инициализируется и возвращается.

```
// Некорректно работающая (в Symantec JIT и версиях Java 1.4 и ранее) многопоточная версия

// Шаблон "Double-Checked Locking"

class
 
Foo
 
{

    
private
 
Helper
 
helper
 
=
 
null
;

    
public
 
Helper
 
getHelper
()
 
{

        
if
 
(
helper
 
==
 
null
)
 
{

            
synchronized
(
this
)
 
{

                
if
 
(
helper
 
==
 
null
)
 
{

                    
helper
 
=
 
new
 
Helper
();

                
}

            
}

        
}

        
return
 
helper
;

    
}

    
// и остальные члены класса…

}

```

На интуитивном уровне этот код кажется корректным. Однако существуют некоторые проблемы (в версии Java 1.4 и ранее и нестандартных реализациях JRE), которых, возможно, следует избегать. Представим себе, что события в многопоточной программе протекают так:
1. Поток А замечает, что переменная не инициализирована, затем получает блокировку и начинает инициализацию.
2. Семантика некоторых языков программирования[каких?] такова, что потоку А разрешено присвоить разделяемой переменной ссылку на объект, который находится в процессе инициализации (что в общем-то вполне однозначно нарушает причинно-следственную связь, ведь программист вполне явно просил присваивать переменной ссылку на объект [то есть — опубликовать ссылку в общий доступ] — в момент после инициализации, а не в момент до инициализации).
3. Поток Б замечает, что переменная инициализирована (по крайней мере, ему так кажется), и возвращает значение переменной без получения блокировки. Если поток Б теперь будет использовать переменную до того момента, когда поток А закончит инициализацию, поведение программы будет некорректным.

Одна из опасностей использования блокировки с двойной проверкой в J2SE 1.4 (и более ранних версиях) состоит в том, что часто кажется, что программа работает корректно. Во-первых, рассмотренная ситуация будет возникать не очень часто; во-вторых, сложно отличить корректную реализацию данного шаблона от такой, которая имеет описанную проблему. В зависимости от компилятора, распределения планировщиком процессорного времени для потоков, а также природы других работающих конкурентных процессов, ошибки, спровоцированные с некорректной реализацией блокировки с двойной проверкой, обычно происходят бессистемно. Воспроизведение таких ошибок обычно затруднено.
Можно решить проблему при использовании J2SE 5.0. Новая семантика ключевого слова volatile даёт возможность корректно обработать запись в переменную в данном случае. Этот новый шаблон описан в :
```
// Работает с новой семантикой volatile

// Не работает в Java 1.4 и более ранних версиях из-за семантики volatile

class
 
Foo
 
{

    
private
 
volatile
 
Helper
 
helper
 
=
 
null
;

    
public
 
Helper
 
getHelper
()
 
{

        
if
 
(
helper
 
==
 
null
)
 
{

            
synchronized
(
this
)
 
{

                
if
 
(
helper
 
==
 
null
)

                    
helper
 
=
 
new
 
Helper
();

            
}

        
}

        
return
 
helper
;

    
}

    
// и остальные члены класса…

}

```

Было предложено много вариантов блокировки с двойной проверкой, которые явно (при помощи volatile или синхронизации) не сообщают то, что объект полностью сконструирован, и все они являются некорректными для Symantec JIT и для устаревших версиях Oracle JRE .

## Пример использования в C#
```
public
 
sealed
 
class
 
Singleton

{

	
private
 
Singleton
()

	
{

		
// инициализировать новый экземпляр объекта

	
}

	
private
 
static
 
volatile
 
Singleton
 
singletonInstance
;

	
private
 
static
 
readonly
 
Object
 
syncRoot
 
=
 
new
 
Object
();

	
public
 
static
 
Singleton
 
GetInstance
()

	
{

		
// создан ли объект

		
if
(
singletonInstance
 
==
 
null
)

		
{

			
// нет, не создан

			
// только один поток может создать его

			
lock
(
syncRoot
)

			
{

				
// проверяем, не создал ли объект другой поток

				
if
(
singletonInstance
 
==
 
null
)

				
{

					
// нет не создал — создаём

					
singletonInstance
 
=
 
new
 
Singleton
();

				
}

			
}

		
}

		
return
 
singletonInstance
;

	
}

}

```

Microsoft подтверждает , что при использовании ключевого слова volatile, использование паттерна Double checked locking является безопасным.

## Пример использования в Python
Следующий код на языке Python показывает пример реализации отложенной инициализации в сочетании с шаблоном Double checked locking:
```
# require Python2 or Python3

#-*- coding: UTF-8 *-*

import
 
threading

class
 
SimpleLazyProxy
:

	
'''ленивая инициализация объекта

	безопасная для многонитевого использования'''

	
def
 
__init__
(
self
,
 
factory
):

		
self
.
__lock
 
=
 
threading
.
RLock
()

		
self
.
__obj
 
=
 
None

		
self
.
__factory
 
=
 
factory

	
def
 
__call__
(
self
):

		
'''функция для доступа к настоящему объекту

		если объект не создан, то он создастся'''

		
# пробуем получить "быстрый" доступ к объекту:

		
obj
 
=
 
self
.
__obj

		
if
 
obj
 
is
 
not
 
None
:

			
# получилось!

			
return
 
obj

		
else
:

			
# объект, возможно, ещё не создан

			
with
 
self
.
__lock
:

				
# получаем доступ к объекту в эксклюзивном режиме:

				
obj
 
=
 
self
.
__obj

				
if
 
obj
 
is
 
not
 
None
:

					
# оказалось, объект уже создан.

					
# 	не будем повторно его создавать

					
return
 
obj

				
else
:

					
# объект действительно ещё не создан.

					
# 	создадим же его!

					
obj
 
=
 
self
.
__factory
()

					
self
.
__obj
 
=
 
obj

					
return
 
obj

	
__getattr__
 
=
 
lambda
 
self
,
 
name
:
 \
		
getattr
(
self
(),
 
name
)

def
 
lazy
(
proxy_cls
=
SimpleLazyProxy
):

	
'''декоратор, превращающий класс в класс с ленивой инициализацией

	средствами Proxy-класса'''

	
class
 
ClassDecorator
:

		
def
 
__init__
(
self
,
 
cls
):

			
# инициализация декоратора,

			
# 	но не декорируемого класса и не Proxy-класса

			
self
.
cls
 
=
 
cls

		
def
 
__call__
(
self
,
 
*
args
,
 
**
kwargs
):

			
# запрос инициализации Proxy-класса

			
# передадим Proxy-классу нужные параметры

			
# 	для инициализации декорируемого класса

			
return
 
proxy_cls
(
lambda
:
 
self
.
cls
(
*
args
,
 
**
kwargs
))

	
return
 
ClassDecorator

# простая проверка:

def
 
test_0
():

	
print
(
'
\t\t\t
*** Начало теста ***'
)

	
import
 
time

	
@lazy
()
 
# экземпляры этого класса будут с ленивой инициализацией

	
class
 
TestType
:

		
def
 
__init__
(
self
,
 
name
):

			
print
(
'
%s
: Создаётся...'
 
%
 
name
)

			
# искусственно увеличим время создания объекта

			
# 	для нагнетения конкуренции потоков

			
time
.
sleep
(
3
)

			
self
.
name
 
=
 
name

			
print
(
'
%s
: Создался!'
 
%
 
name
)

		
def
 
test
(
self
):

			
print
(
'
%s
: Проверка'
 
%
 
self
.
name
)

	
# один такой экземпляр будет взаимодействовать с несколькими потоками

	
test_obj
 
=
 
TestType
(
'Межнитевый тестовый объект'
)

	
target_event
 
=
 
threading
.
Event
()

	
def
 
threads_target
():

		
# функция, которую будут выполнять потоки:

		
# ждём наступления специального события

		
target_event
.
wait
()

		
# как только это событие наступит -

		
# 	все 10 потоков одновременно обратятся к тестовому объекту

		
# 	и в этот момент он инициализируется в одном из потоков

		
test_obj
.
test
()

	
# создадим эти 10 потоков с вышеописанным алгоритмом threads_target()

	
threads
 
=
 
[]

	
for
 
thread
 
in
 
range
(
10
):

		
thread
 
=
 
threading
.
Thread
(
target
=
threads_target
)

		
thread
.
start
()

		
threads
.
append
(
thread
)

	
print
(
'До этого момента обращений к объекту не было'
)

	
# подождём немного времени...

	
time
.
sleep
(
3
)

	
	
# ...и запустим test_obj.test() одновременно во всех потоках

	
print
(
'Активируем событие для использования тестового объекта!'
)

	
target_event
.
set
()

	
# завершение

	
for
 
thread
 
in
 
threads
:

		
thread
.
join
()

	
print
(
'
\t\t\t
*** Конец теста ***'
)

```